# 堀田正高
堀田 正高（ほった まさたか）は、下野佐野藩主、のち近江堅田藩の初代藩主。堀田家正高流分家初代。
徳川綱吉に仕え大老を務めた堀田正俊の三男。母は稲葉正則の娘。諱は正有、正在とも。
貞享元年（1684年）、父が暗殺され兄の正仲が跡を継いだ際に1万石を分与され、佐野藩主となった。
元禄11年（1698年）3月7日、近江堅田に移封された。
享保7年（1722年）5月9日、七男の正峯に家督を譲って隠居し、享保13年（1728年）5月29日に62歳で死去した。

## 系譜
父母
- 堀田正俊（父）
- 稲葉正則の娘（母）

正室
- 田中氏

側室
- 福本氏
- 仙石氏

子女
- 堀田正芳（長男）
- 堀田正冬（次男）
- 堀田正峯（七男） 生母は福本氏
- 堀田正永（九男） 生母は田中氏
- 光賀正勤（十男）
- 堀田正氏（十一男）